# Lestodiplosis affinis
Lestodiplosis affinis är en tvåvingeart som beskrevs av Barnes 1928. Lestodiplosis affinis ingår i släktet Lestodiplosis och familjen gallmyggor. Inga underarter finns listade i Catalogue of Life.